# ANPM

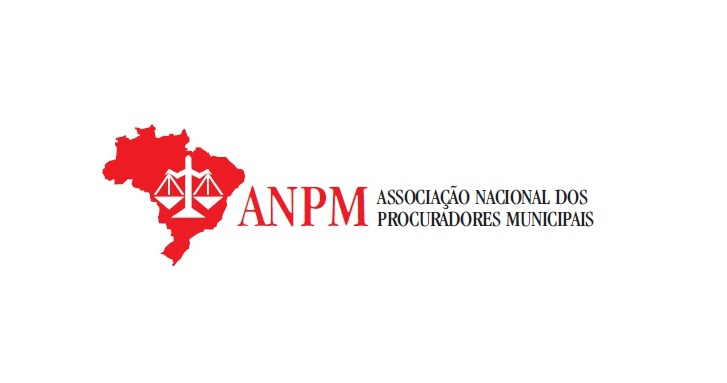
Primeira Logotipo da ANPM

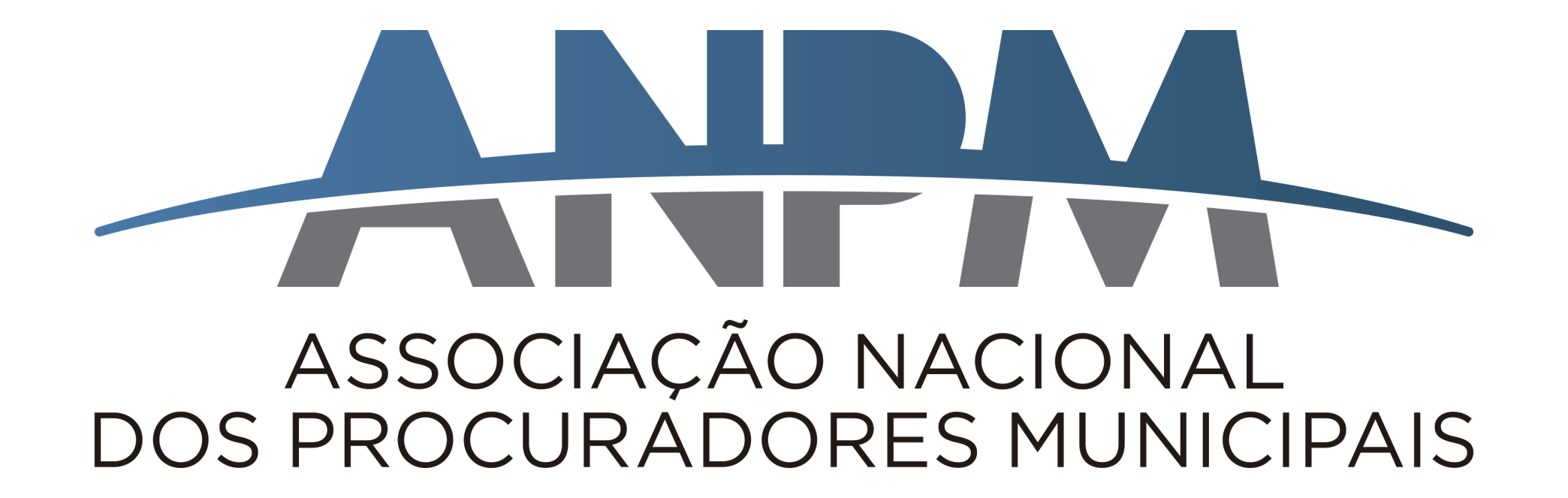
Em 2019, a Associação Nacional dos Procuradores Municipais (ANPM) comemorou os 21 anos da entidade com o lançamento de sua nova marca.

## Associação Nacional dos Procuradores Municipais - ANPM
A Associação Nacional dos Procuradores Municipais – mais conhecida pela sigla ANPM – é a entidade máxima de representação dos procuradores municipais presidida por Cristiano Reis Giuliani. Os membros das carreiras jurídicas das cidades do Brasil, em atividade e também aposentados, integram o quadro de associados. Como entidade nacional, congrega as associações existentes nos municípios brasileiros. Nas cidades onde não existe ainda a representação local, os procuradores associam-se diretamente à ANPM. 
Os procuradores tem o papel preventivo de controle da legalidade e nesta tarefa, além de proporcionar segurança jurídica aos atos da administração municipal, defendem as políticas públicas e a aplicação da lei nos processos judiciais em que seja parte ou interessado o município.

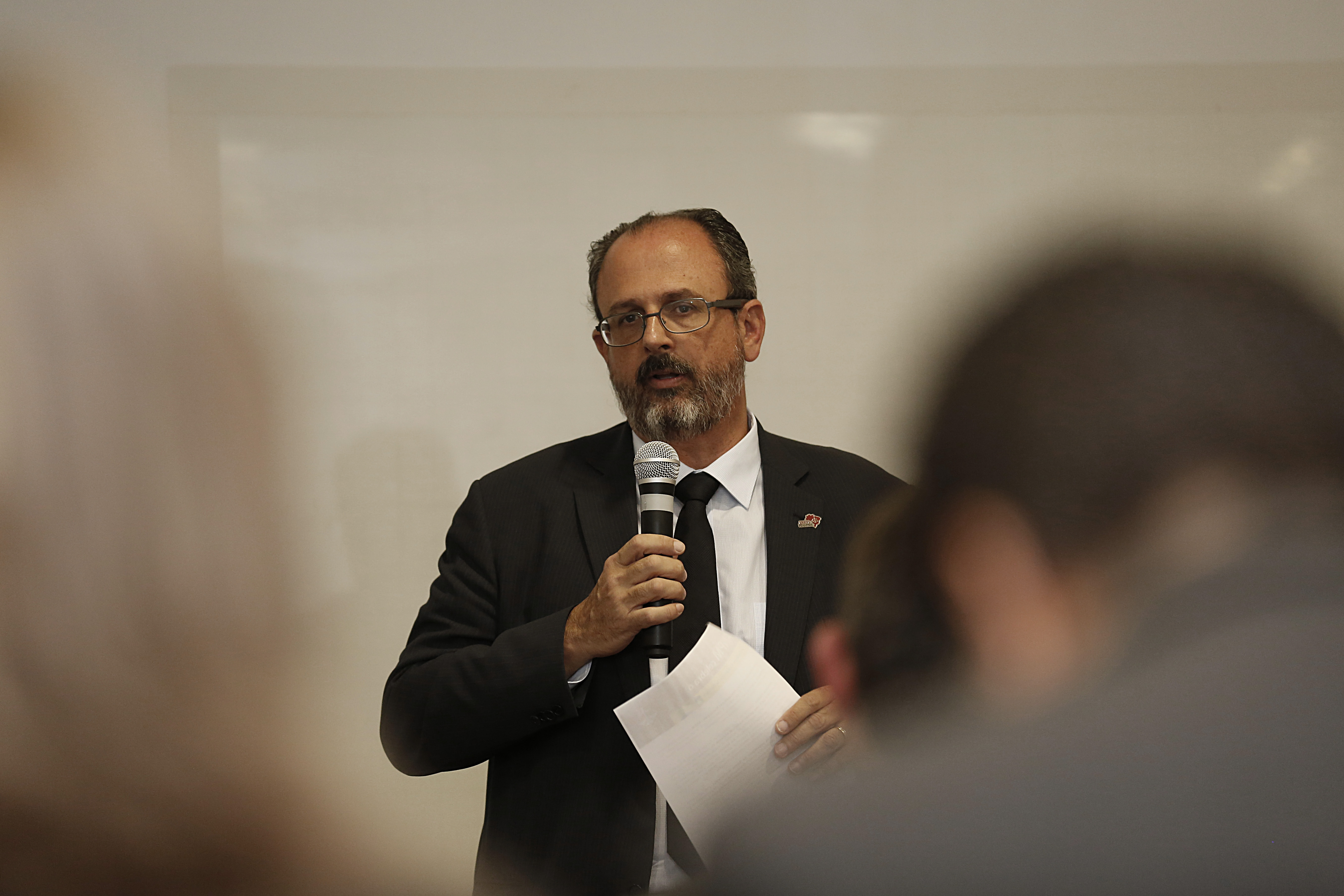
Carlos Figueiredo Mourão - ex-presidente da ANPM

A ANPM atua para aperfeiçoamento da gestão pública municipal e valorização profissional dos procuradores. No dia a dia, luta para que as Procuradorias instaladas em cada cidade brasileira possam contar com todos os recursos necessários para atender os anseios da sociedade por um padrão de lisura e legalidade dos atos praticados pelas Prefeituras.

## História
A Associação Nacional dos Procuradores Municipais (ANPM), fundada por uma assembleia geral realizada em Porto Alegre/RS, nasceu em 10 de setembro de 1998.
Com sede em Brasília-DF, a entidade defende os interesses e prerrogativas profissionais dos procuradores municipais, nos 5.570 municípios brasileiros, reafirmando a sua importância para a administração pública e, sobretudo, para a manutenção do Estado Democrático de Direito.
A ANPM atua na vigilância dos recursos públicos gerenciados pelos administradores das cidades 
É missão da ANPM, buscar o reconhecimento e fortalecimento da carreira de procurador municipal. Para isso, acompanha as pautas do Congresso Nacional relacionadas à Advocacia Pública Municipal, participa de eventos relevantes para a categoria, organiza a cada ano o Congresso Brasileiro de Procuradores Municipais e estabelece diálogo permanente com as instituições e entidades afins, visando esforço conjunto pela valorização da Advocacia Pública e da autonomia municipal.

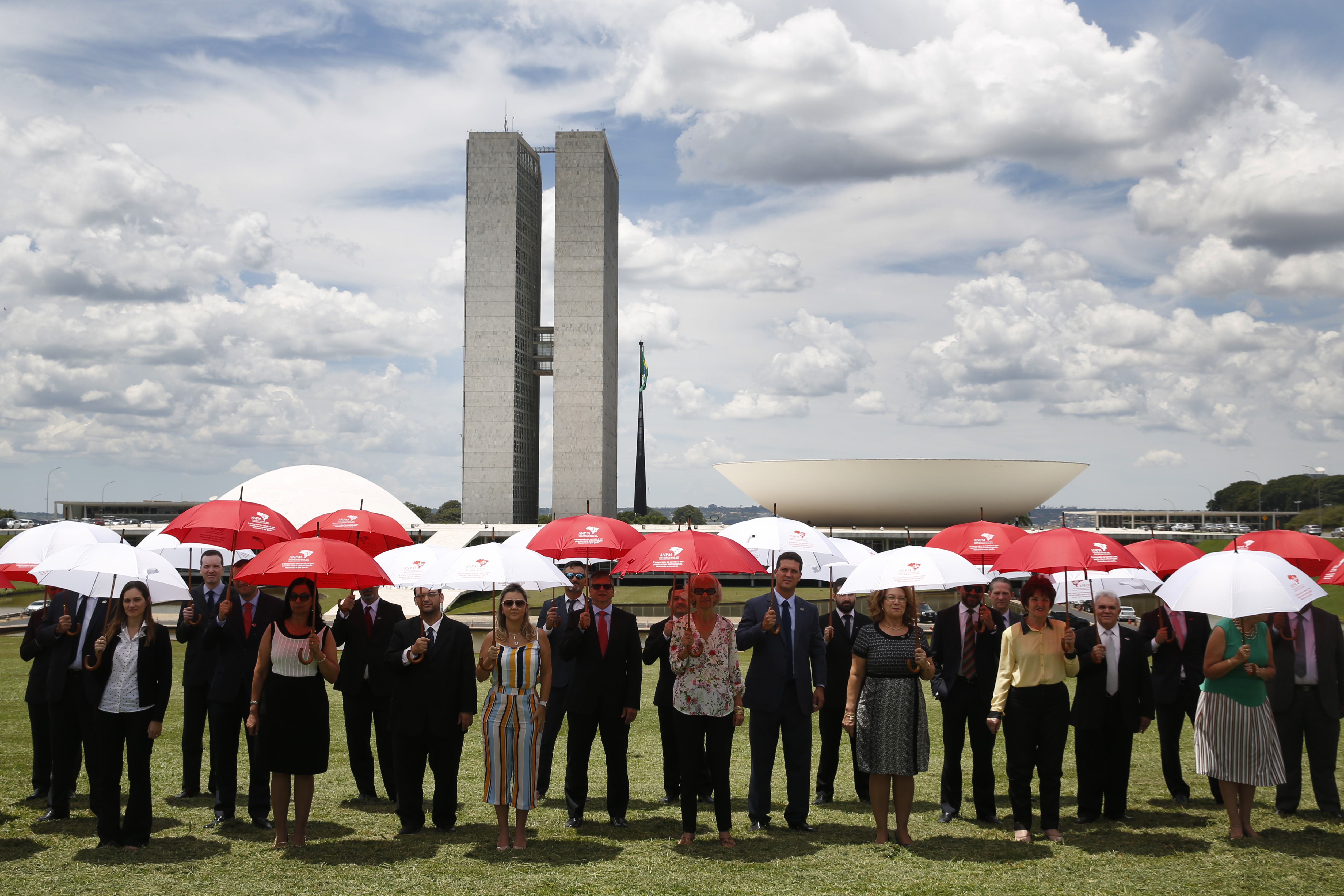

### A luta dos Procuradores gera vítimas e perseguidos
No combate às irregularidades, a história dos procuradores municipais é marcada pela morte cruel de Algacir Teixeira, procurador de Chopinzinho, no Paraná, que foi barbaramente assassinado na porta de casa, quando estava acompanhado de suas filhas menores. O mandante do crime foi o prefeito da cidade, inconformado com o trabalho do procurador que apontava atos de corrupção praticados pela administração de Chopinzinho. 
A violência contra o procurador, em virtude de suas diligências e ações administrativas visando coibir desvios e atos lesivos aos cofres municipais, tornou-se inspiração e motivo de luta da ANPM

### Atuação em momentos históricos
O procurador do município de Fortaleza, Martônio Mont'Alverne Barreto Lima, participou em 2013 de audiência pública promovida pelo Supremo Tribunal Federal (STF), para debater o financiamento de campanhas políticas-eleitorais. 
A ANPM foi escolhida para participar do processo que mobilizou a agenda nacional e resultou em alterações na legislação. Martônio Mont'Alverne representou a entidade na audiência, manifestando a defesa do financiamento público exclusivo. A ANPM lutou e continuará lutando para diminuir a interferência do poder econômico nas campanhas eleitorais.

### Atuação recente e desafios
A luta contra terceirizações e privatizações das procuradorias nos municípios tem sido agenda permanente da ANPM. Além de mecanismo de apadrinhamento e de troca de favores políticos, a substituição de procuradores concursados afronta as prerrogativas legais. A função de advogado do município é conferida a agentes públicos de carreia.

## Congresso Brasileiro de Procuradores Municipais
Anualmente, a entidade promove o Congresso Brasileiro de Procuradores Municipaisque em 2017 chega à sua 14a edição. O evento, já tradicional, conta com apoio das associações filiadas à ANPM, além de instituições parceiras e patrocinadoras. 
A pauta do Congresso é construída pelos associados de modo interativo e democrático, com fóruns, debates on line e votação dos assuntos relevantes que serão abordados em cada área de interesse.
Os congressos representam momento de reflexão e aprimoramento das funções exercidas pelos procuradores municipais em seu cotidiano de trabalho. Os debates, troca de experiências e decisões são pautados por um duplo desafio: fortalecer políticas públicas locais, sem descuidar das prerrogativas da carreira de Estado.
O evento, além de aprofundar discussões de forma presencial, aprova Diretrizes Conceituais Estratégicas para orientação da atuação do procurador municipal, selecionando temas importantes para o desenvolvimento de teses.
Os temas estão distribuídos em diversas áreas, como, Urbanismo e Meio Ambiente, Pessoal, Licitações e Contratos Administrativos, Tributário e Carreira, Atuação dos Procuradores Municipais, Competências e Obrigações Constitucionais pelo Município em Juízo, etc.

## Ex-Presidentes
Diretoria Provisória (em regime colegiado) - biênio 1998/2000
- Tatiana Maia da Silva Mariz (Recife-PE);
- Darcio Augusto Chaves Faria (Rio de Janeiro-RJ);
- Adib Pereira Netto Salim (Vitória-ES);
- Maria de Fátima Nóbrega de Araújo (Fortaleza-CE);
- Paulo de Tarso VernotNot (Porto Alegre-RS);
- Mario Jonas Freitas Guterres (Porto Velho-RO);
- Paulo Roberto Jansen (Curitiba-PR);
- Hécules Guerra (Belo Horizonte-MG); e
- Heloisa Helena Monteiro Kromberg (São Paulo-SP).

Presidente – biênio 2000/2002
- Adib Pereira Netto Salim (Vitória-ES)

Presidente – biênio 2002/2004
- Dr. Evandro de Castro Bastos (Vitória-ES)

Presidente – biênio 2004/2006
- Dr. Carlos Augusto Martinelli Vieira da Costa (Curitiba-PR)

Presidente – biênio 2006/2008
- Dr. Carlos Augusto Martinelli Vieira da Costa (Curitiba-PR)

Presidente – biênio 2008/2010
- Dra. Cristiane da Costa Nery (Porto Alegre-RS)

Presidente – biênio 2010/2012
- Dr. Evandro de Castro Bastos (Vitória-ES)

Presidente – biênio 2012/2014
- Dr. Antônio Guilherme Rodrigues de Oliveira (Fortaleza-CE)

Presidente – biênio 2014-2016
- Dra. Geórgia Teixeira Jezler Campello (Salvador-BA)

Presidente – biênio 2016-2018
- Dr. Carlos Figueiredo Mourão (São Paulo-SP)